# Lungotevere

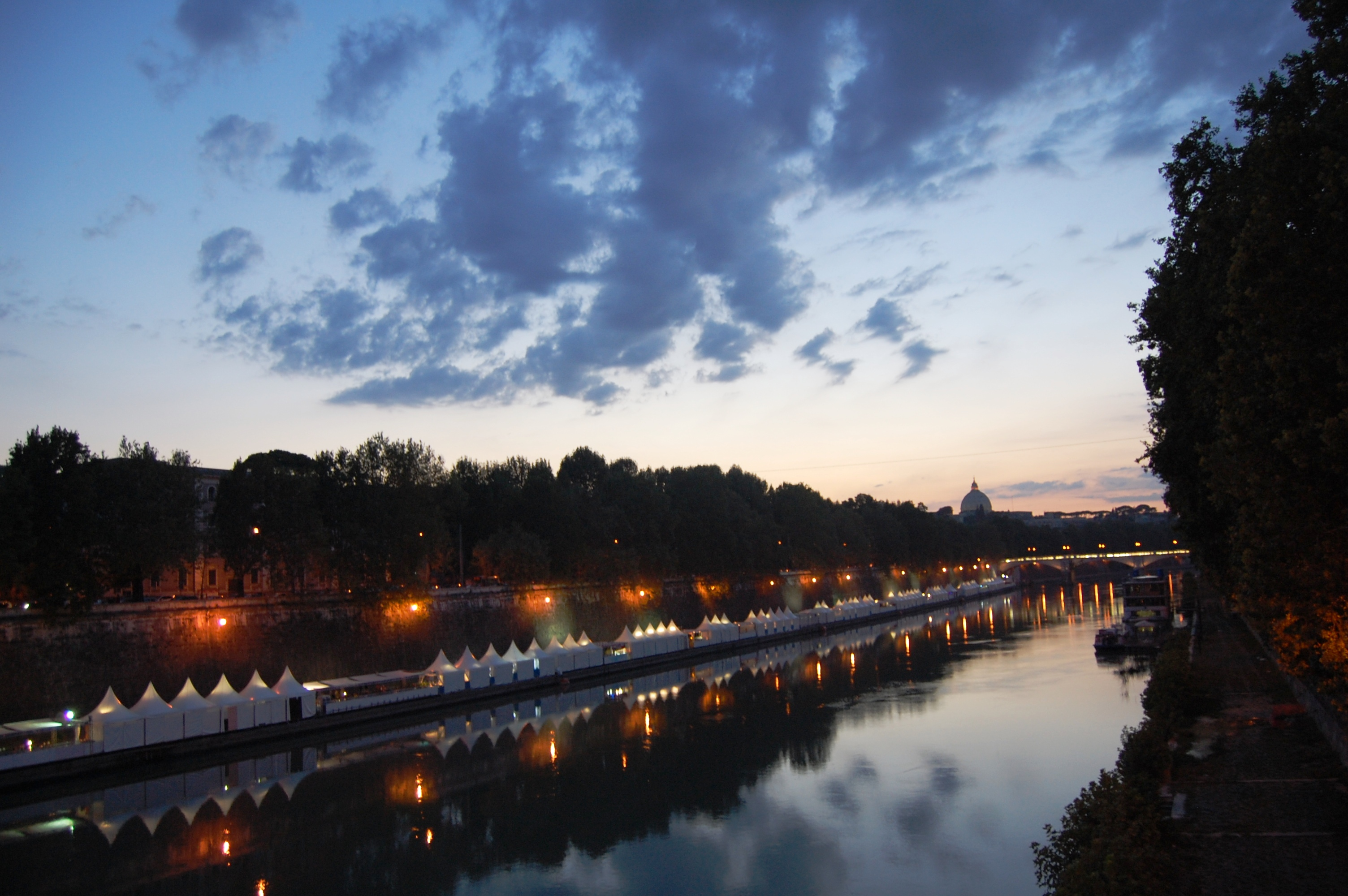
Un lungotevere illuminato

Un lungotevere (plurale lungoteveri) è un viale (o boulevard) che corre lungo il fiume Tevere a Roma, costruito demolendo gli edifici preesistenti sulla riva del fiume stesso, i cui argini sono stati contenuti dalla costruzione di muri di sponda, chiamati muraglioni.

## Storia
I lungoteveri furono costruiti principalmente per eliminare ed arginare le alluvioni del Tevere, causate dalle sue frequenti piene. Il 6 luglio 1875 fu approvata la legge che dette inizio al lavoro di demolizione degli edifici esistenti sulla riva con relativa costruzione di viali lungo il fiume, di costruzioni di muri di sponda (muraglioni) e regolarizzazione della larghezza dell'alveo a 100 metri.
I lavori iniziarono nel 1876 e terminarono nel 1926; nell'occasione, furono costruiti diversi ponti che collegano le due sponde del fiume tiberino. I lungoteveri, ispirati al modello parigino, furono progettati dall'ingegnere Raffaele Canevari.

## Lista dei lungoteveri
La lista è in ordine geografico, da monte a valle.
| Nome                                                        | da                                                | a                                                 | rione                       | mun.       | ordine |
| Lungotevere Maresciallo Diaz                                | piazzale di ponte Milvio                          | piazza Lauro De Bosis (ponte Duca d'Aosta)        | Q XV Della Vittoria         | M 15       | 1      |
| Lungotevere Maresciallo Cadorna                             | piazza Lauro De Bosis (ponte Duca d'Aosta)        | lungotevere Federico Fellini                      | Q XV Della Vittoria         | M 15 e M 1 | 2      |
| Lungotevere Federico Fellini                                | lungotevere Maresciallo Cadorna                   | piazzale Maresciallo Giardino                     | Q XV Della Vittoria         | M 1        | 3      |
| Lungotevere della Vittoria                                  | piazzale Maresciallo Giardino                     | piazza del Fante                                  | Q XV Della Vittoria         | M 1        | 4      |
| Lungotevere Guglielmo Oberdan                               | piazza del Fante                                  | piazza Monte Grappa (Ponte Risorgimento)          | Q XV Della Vittoria         | M 1        | 5      |
| Lungotevere delle Armi                                      | piazza Monte Grappa (Ponte Risorgimento)          | piazza Cinque Giornate (Ponte Giacomo Matteotti)  | Q XV Della Vittoria         | M 1        | 6      |
| Lungotevere Michelangelo                                    | piazza Cinque Giornate (Ponte Giacomo Matteotti)  | piazza della Libertà (Ponte Regina Margherita)    | R XXII Prati                | M 1        | 7      |
| Lungotevere dei Mellini                                     | piazza della Libertà (Ponte Regina Margherita)    | via Vittoria Colonna (Ponte Cavour)               | R XXII Prati                | M 1        | 8      |
| Lungotevere Prati                                           | via Vittoria Colonna (Ponte Cavour)               | via Ulpiano                                       | R XXII Prati                | M 1        | 9      |
| Lungotevere Castello                                        | piazza dei Tribunali (ponte Umberto I)            | ponte Sant'Angelo                                 | R XXII Prati e R XVII Borgo | M 1        | 10     |
| Lungotevere Vaticano                                        | ponte Sant'Angelo                                 | ponte Vittorio Emanuele II                        | R XVII Borgo                | M 1        | 11     |
| Lungotevere in Sassia                                       | via San Pio X (ponte Vittorio Emanuele II)        | piazza Della Rovere (ponte Principe Amedeo)       | R XVII Borgo                | M 1        | 12     |
| Lungotevere Gianicolense                                    | piazza Della Rovere (Ponte Principe Amedeo)       | ponte Giuseppe Mazzini                            | R XIII Trastevere           | M 1        | 13     |
| Lungotevere della Farnesina                                 | ponte Giuseppe Mazzini                            | piazza Trilussa (ponte Sisto)                     | R XIII Trastevere           | M 1        | 14     |
| Lungotevere Raffaello Sanzio                                | piazza Trilussa (ponte Sisto)                     | piazza Giuseppe Gioachino Belli (ponte Garibaldi) | R XIII Trastevere           | M 1        | 15     |
| Lungotevere degli Anguillara                                | piazza Giuseppe Gioachino Belli (ponte Garibaldi) | ponte Cestio                                      | R XIII Trastevere           | M 1        | 16     |
| Lungotevere degli Alberteschi                               | ponte Cestio                                      | piazza Castellani (ponte Palatino)                | R XIII Trastevere           | M 1        | 17     |
| Lungotevere Ripa                                            | piazza Castellani (ponte Palatino)                | via del Porto                                     | R XIII Trastevere           | M 1        | 18     |
| Lungotevere Portuense                                       | via Portuense                                     | ponte Testaccio                                   | Q XI Portuense              | M 12       | 19     |
| Lungotevere degli Artigiani                                 | ponte Testaccio                                   | via Antonio Pacinotti (ponte dell'Industria)      | Q XI Portuense              | M 12 e M11 | 20     |
| Lungotevere Vittorio Gassman già Lungotevere dei Papareschi | via Antonio Pacinotti (ponte dell'Industria)      | via Pietro Blaserna                               | Q XI Portuense              | M11        | 21     |
| Lungotevere di Pietra Papa                                  | via Pietro Blaserna                               | piazza Augusto Righi (ponte Guglielmo Marconi)    | Q XI Portuense              | M11        | 22     |
| Lungotevere degli Inventori                                 | piazza Augusto Righi (ponte Guglielmo Marconi)    | piazza Antonio Meucci                             | Q XI Portuense              | M11        | 23     |
| Lungotevere della Magliana                                  | via della Magliana                                | viadotto della Magliana                           | Q XI Portuense              | M11        | 24     |

| Nome                                         | da                                                 | a                                                       | rione                            | mun.      | ordine |
| Lungotevere dell'Acqua Acetosa               | via foce dell'Aniene                               | ponte Flaminio                                          | Q II Parioli                     | M 2       | 1      |
| Lungotevere Salvo D'Acquisto                 | ponte Flaminio                                     | piazzale Cardinal Consalvi (ponte Milvio)               | Q II Parioli                     | M 2       | 2      |
| Lungotevere Grande Ammiraglio Thaon di Revel | piazzale Cardinal Consalvi (ponte Milvio)          | ponte Duca d'Aosta                                      | Q I Flaminio                     | M 2       | 3      |
| Lungotevere Flaminio                         | ponte Duca d'Aosta                                 | piazzale delle Belle Arti (ponte Risorgimento)          | Q I Flaminio                     | M 2       | 4      |
| Lungotevere delle Navi                       | piazzale delle Belle Arti (ponte Risorgimento)     | ponte Matteotti                                         | Q I Flaminio                     | M 2       | 5      |
| Lungotevere Arnaldo da Brescia               | ponte Matteotti                                    | ponte Regina Margherita                                 | Q I Flaminio e R IV Campo Marzio | M 2 e M 1 | 6      |
| Lungotevere in Augusta                       | ponte Regina Margherita                            | piazza del Porto di Ripetta (ponte Cavour)              | R IV Campo Marzio                | M 1       | 7      |
| Lungotevere Marzio                           | piazza del Porto di Ripetta (ponte Cavour)         | piazza di ponte Umberto I                               | R IV Campo Marzio e R V Ponte    | M 1       | 8      |
| Lungotevere Tor di Nona                      | piazza di ponte Umberto I                          | piazza di ponte Sant'Angelo                             | R V Ponte                        | M 1       | 9      |
| Lungotevere degli Altoviti                   | piazza di ponte Sant'Angelo                        | piazza Pasquale Paoli (ponte Vittorio Emanuele II)      | R V Ponte                        | M 1       | 10     |
| Lungotevere dei Fiorentini                   | piazza Pasquale Paoli (ponte Vittorio Emanuele II) | via Acciaioli (ponte Principe Amedeo)                   | R V Ponte                        | M 1       | 11     |
| Lungotevere dei Sangallo                     | via Acciaioli (ponte Principe Amedeo)              | largo Lorenzo Perosi (ponte Giuseppe Mazzini)           | R V Ponte e R VII Regola         | M 1       | 12     |
| Lungotevere dei Tebaldi                      | largo Lorenzo Perosi (ponte Giuseppe Mazzini)      | piazza san Vincenzo Pallotti (ponte Sisto)              | R VII Regola                     | M 1       | 13     |
| Lungotevere dei Vallati                      | piazza san Vincenzo Pallotti (ponte Sisto)         | ponte Garibaldi                                         | R VII Regola                     | M 1       | 14     |
| Lungotevere De' Cenci                        | ponte Garibaldi                                    | piazza di monte Savello (ponte Fabricio)                | R VII Regola e R XI Sant'Angelo  | M 1       | 15     |
| Lungotevere dei Pierleoni                    | piazza di monte Savello (ponte Fabricio)           | ponte Palatino                                          | R XII Ripa                       | M 1       | 16     |
| Lungotevere Aventino                         | ponte Palatino                                     | piazza dell'Emporio (ponte Sublicio)                    | R XII Ripa                       | M 1       | 17     |
| Lungotevere Testaccio                        | piazza dell'Emporio (ponte Sublicio)               | largo Giovanni Battista Marzi (ponte Testaccio) e oltre | R XX Testaccio                   | M 1       | 18     |
| Lungotevere di San Paolo                     | via Ostiense                                       | piazzale Tommaso Edison (ponte Marconi)                 | Q X Ostiense                     | M 8       | 19     |
| Lungotevere Dante                            | piazzale Tommaso Edison (ponte Marconi)            | viale Guglielmo Marconi                                 | Q X Ostiense                     | M 8       | 20     |

Esisteva anche il lungotevere Milvio, istituito una prima volta con delibera del 20 luglio 1887 e soppresso il 12 giugno 1939; istituito nuovamente con delibera del 21 novembre 1950 e soppresso definitivamente il 1º febbraio 1963.
Il tratto tra il lungotevere Ripa e il lungotevere Portuense è costituito dal Porto di Ripa Grande, rione Trastevere, e dalla via Portuense, quartiere Gianicolense; il tratto tra il lungotevere degli Inventori e il lungotevere della Magliana è costituito dalla via della Magliana, quartiere Portuense; il tratto tra il lungotevere Testaccio e il lungotevere San Paolo è costituito dalla riva Ostiense, quartiere Ostiense; nel quartiere Portuense, invece, un tratto del lungotevere della Magliana è costeggiato dalla riva Pian Due Torri.

## Estate Romana: Lungo il Tevere
Dal 2005 è stata istituita una tra le più seguite manifestazioni dell'Estate Romana: Lungo il Tevere Roma, una serie di appuntamenti e di eventi dislocati lungo le banchine dei lungoteveri posti tra ponte Palatino e ponte Sisto.
Diversi eventi animano la stagione estiva anche presso i lungotevere Vaticano e Castello e presso ponte Milvio.